# 嵇康
嵇康（223年—263年），字叔夜，三国魏谯郡铚（今安徽省濉溪县）人，因曾官至曹魏中散大夫，故后世又称嵇中散。中国古代著名的文学家、思想家、音乐家。为魏晋时期文人团体“竹林七贤”之一，与阮籍齐名，並稱嵇阮，同为魏末文学界与思想界的代表人物。他激烈抨击世俗规范，主张顺应自然法则，保全人的天性，积极推广服食养生理论，在当时極具有非常高的声望及号召力。后因卷入朋友吕安的诉讼而入狱，权臣司马昭忌惮他的言论影响力会威脅司马氏政權，在锺会的建议下将其处死。
在他死后，其思想主张在东晋及南朝受到了极大的推崇，成为魏晋玄学的重要构成理论。随着神仙道教的兴起，嵇康本人则被神仙化，包括作为正史的《晋书》在内，关于他的生平事迹的记述中参杂了相当多神怪、传奇的内容。而他坚持思想与人格的自由，不追逐世俗名利，为追求正义而牺牲的品质，被后世视作中国传统文人清廉正直、不畏强权精神的代表人物之一。

## 生平

### 早年生活
嵇康的父亲早在他还是婴儿时就去世了，母亲与哥哥在抚养他时偏于娇惯而缺乏严格管束，使他养成了桀骜不驯的自由性格。根据记载嵇康在年少时便显示出过人的聪慧，他并没有通过拜师或者进入学校来接受正统的儒家教育，而是通过自学来完成早期教育的，这被认为与其良好的家庭文化环境有关。嵇康的所涉猎的内容十分广泛，包括历史、音乐以及后来对他影响深远的老庄学说等各个方面，令他在后来的日子里赢得了多才多艺的赞誉。
因为家族的财产和兄长的照顾，嵇康的早年过着优裕的生活。虽然容姿俊美，才华出众，但他却不愿修饰仪表培植声誉，为谋求仕进做准备，而是过着自由自在特立独行的生活。成年后的嵇康迎娶了曹魏宗室女長樂亭主为妻，官拜郎中，后又迁至中散大夫。这些官职都是清净闲散的职务，嵇康并没有留下在官的活动记录。

### 隐居与养生
虽然有着良好的家庭背景，然而嵇康并不热衷于当官谋富贵，没有留下任何官场事迹。他向往出世的生活，隐居于河内郡山阳县（今河南省焦作市），与阮籍、山涛、刘伶、向秀、阮咸、王戎等人交游，并创作了大量表达通脱放达思想的作品，受到当时人的瞩目，被称作“竹林七贤”。
后又与吕安、向秀为邻，以锻铁为生，不肯出仕为官。亦有说法称嵇康锻铁并非为谋生。当时担任大将军的司马昭要聘用嵇康成为他大将军幕府的屬官，他逃到河东郡去躲避征辟。司隶校尉锺会准备了盛大的排场前去拜访他，遭到他的冷遇。好友山涛举荐他代替自己的职务，他写下《与山巨源绝交书》，列出自己有“七不堪”“二不可”，表明自己不愿为官的态度。
关于不愿出仕的理由，嵇康本人在《与山巨源绝交书》中曾经说明，是因自己性格慵懒以及志在长生而不愿追求功名。嵇康不仅崇尚道家的自由思想，也相信道教服食长寿的主张。在隐居期间，他曾亲身实践前往山中采药，并且意欲将养生作为自己的终生事业，而不愿选择出仕为官。文献中记载有他与孙登、王烈等隐者道士的交游。他还著有《养生论》，在炼丹服食之外主张清心寡欲修身养性的养生方式，受到当时人们的推崇。
后世学者大多肯定了这方面的原因，然而许多人仍然认为在这之外也有着政治上的因素使得嵇康选择不仕。一种观点认为是处于恶劣的政治环境下的自保。另一种观点认为多少有出于对司马氏政权的不满，通过不仕来表达出与司马氏的不合作，还有观点进一步认为他是因忠于曹魏而选择不与司马氏合作。

### 绝响与身后
嵇康好友呂安的妻子貌美，被呂安的兄長呂巽将其灌醉并奸污。呂安愤恨之下想要告发呂巽，而将这件事情告诉了嵇康。嵇康與呂巽、呂安两兄弟都有交情，结识吕巽尚在吕安之前，故勸呂安不要揭發這樁家醜，以全門第清譽。吕巽当即立下重誓，吕安也出于对嵇康担保的信任而打消了告发吕巽的想法。然而事后吕巽仍感不安，于是先發制人，暗地里誣告呂安不孝。而呂安因为相信吕巽之前的誓言，没有揭发吕巽的恶行，而被判处有罪，流徙至偏远的边郡。吕安写信给嵇康诉说自己的冤屈，嵇康得知后写下《与吕长悌绝交书》与吕巽绝交，并毅然出面为吕安作证申冤，也因此与吕安一同下狱。
嵇康入狱立即在社会上引起巨大反响，许多豪杰名士纷纷表示愿与之一同入狱，以此来抗议司马氏政权，要求释放嵇康，有关部门出面劝解他们才遣散开来。三千名太学生联名为他请命，请求让他去太学执教。然而这些努力并没有成果，当时正受到权臣司马昭宠信的司隶校尉锺会向司马昭进言，嵇康这个人具有相当强的政治影响力，可能会对司马氏夺取天下的计划产生威胁，劝司马昭当趁此机会将嵇康铲除。于是援引“孔子戮少正卯”的春秋案例判决了嵇康和吕安死刑。
嵇康在狱中反思自己的人生写下了《幽愤诗》，并为告诫儿子嵇绍写下了《家诫》。临到行刑那天，嵇康于刑场上顾视日影，向兄长嵇喜要来了一把琴，从容弹奏一曲《广陵散》，曲罢叹道：昔日袁孝尼想跟我学习弹奏《广陵散》，我总是吝惜而不愿意传授，“《广陵散》于今绝矣！”随后被处斬死在洛阳东市，时年四十。
嵇康死后，他的好友亦為竹林七贤之一的阮籍也于景元四年冬季过世。而竹林七贤中的向秀则接受司马昭的征召出仕。嵇康之子嵇紹后来由山涛举荐出仕为官，后成為晉朝之侍中，八王之亂中為保護晉惠帝而殉難，成为晋朝著名忠臣；然而其父之死，成为对其个人评价的最大争议。
方东树说：“中散以龙性被诛，阮公为司马所保，其迹不同，而人品无异。”

## 評價
- 成海應：“中散因山濤爲選曹郞，擧以自代，答書拒絶，因自說不堪流俗而非薄湯武。司馬昭，知其不附己，遂陷呂安獄而殺之。曺操欲簒漢室，則殺孔融，司馬昭欲簒魏室，則殺中散。彼二人者，其力雖不能禁遏簒奪，若扶植名節，使忠義之士，鼓其心則有餘。歷考前世革除之際，何甞不先誅鋤名士乎。中散臨刑，援琴而鼓，歎曰，廣陵散，於今絶矣。廣陵，卽諸葛誕起兵之地也。世語云，康遙應毋邱儉，然儉高貴鄕公二年，擧兵廣陵敗死後，陳留王二年，誕擧兵討昭，敗死。已而中散見殺。非應毋邱儉，乃應諸葛誕也。以儉、誕俱在廣陵擧兵，故謬指應儉也。觀此幽憤詩，深有羡於采薇山阿，散髮巖峀。雖遁世遐擧如此，中散名重當世，而志于魏，安得免於禍乎哉。”（『硏經齋全集續集』 11冊, 文3, 題嵇中散幽憤詩後）

## 时代背景

### 司马篡魏
东汉末年，因为长年的政治腐败与土地兼并，在汉王朝的土地上引发了全国规模的农民起义——黄巾之乱。紧随而来的政治更迭、军阀割据，最终使得汉王朝四百余年的统治走向了终点，也对这个国家的经济以及生活于其上的人的思想造成了不可磨灭的创伤。持续数十年的战乱、饥荒、瘟疫导致全国人口锐减90%，以致出现“白骨露于野，千里无鸡鸣”的悲惨景象。
公元220年，在经历了长达数十年的战乱后，魏文帝曹丕篡位自立，迫汉献帝刘协禅让，建立了曹魏。紧接着，刘备、孙权也先后在西南和东南称帝，建立了蜀汉与孙吴，中国进入三国时期。三国各自推行一定的休养生息政策，使得社会经济在这段时期内经历了一个相对平稳的恢复期。然而即使如此，由于政治上的对立，三国之间仍然不间断地有大小战争爆发。
公元239年，魏明帝曹叡英年早逝，生前没有留下男性子嗣，其认养的继承人魏少帝曹芳当时也只有8岁。曹叡临终时诏令宗室大臣曹爽与重臣司马懿为辅政大臣，辅佐年幼的皇帝主持政事。辅政初期，两位辅政大臣尚能分享权力，相安无事。后来曹爽重用邓飏、丁谧等心腹，并听从其建议，一方面架空司马懿独揽大权，另一方面任用主张新思想的官员改变旧行法令仪制，造成其与司马懿及以蒋济为代表的保守官员之间的关系急剧恶化。公元249年（正始十年），潜伏的司马懿势力对当权的曹爽势力发动了史称“高平陵之变”的政变。政变的结果，司马懿以不杀为条件引诱曹爽主动放弃抵抗，但事后司马懿违背约定将曹爽及其党羽尽数族灭，其中包括与嵇康有姻亲关系的何晏等许多有名之士，加上曹爽共计八族，“同日斩戮，名士减半”。
此一残酷的行为，拉开了司马氏篡夺曹魏政权的序幕，也引起了忠于曹魏势力的不满与警觉。上位后的司马氏开始逐步架空曹魏皇室的势力，铲除异己。一些忠于曹魏以及恐惧司马氏暴行的人不甘坐以待毙，屡次展开权力争夺的反击战。在中央有着嘉平之变与甘露之变等政变活动，在地方上有着名为淮南三叛的军事反抗。每一次对抗都以司马氏的胜利告终，伴随而来的则是又一轮的杀戮与清洗。同时代的诸多名士，如李丰、许允、夏侯玄、诸葛诞、王经等都因介入或卷入这些争斗之中被杀。
多变的政治天气，使得一部分士人选择居家不仕以避免卷入政治斗争中遇害。而另一方面，在一次次的平叛后，司马氏逐一扫清了曹魏的残存势力，稳固了手中的权力，其篡夺帝位的野心也逐渐显露，一部分不承认司马氏政权合法性的士人也选择以不出仕的方式来表达自己的不满。作为应对，也是出于维护统治的需要，司马氏往往以高压的手段逼迫疑似心怀不满的人出仕为官以表明政治态度。同时对于坚决抵抗的人以残酷的手段予以抹杀，嵇康正是在这样的背景下被杀害的。

### 魏晋玄学
自汉武帝“罢黜百家”以来，儒家思想被确定为官方所推崇的主流思想，经过两汉数百年的发展，已然成为社会伦理与人们精神信仰上绝对主导者。然而东汉末年的大丧乱，却对其统治地位带来了巨大冲击。残酷的现实与极端的生存环境，使得两汉以来基于儒家理论所构建的社会秩序濒临崩溃，涌现出如曹操“唯才是举”，孔融“父母于子女无恩”等反传统想法。太平道、五斗米道等道教思想也开始萌芽兴盛，他们大多以法术、符水等形式替人治病，很快信徒遍及全国。社会各个阶层的人，都开始自觉与不自觉地探求从更高的角度来审视生与死、人与社会等更深层次的问题，以期重新建立起新的思想秩序。
发生于魏少帝正始年间，由何晏、王弼等人积极倡导的玄学，便是在这个背景下应运而生。最初何晏等人采用援引道家观点解释儒家经典的方式，试图调和儒家与道家两大思想的矛盾，构建出新的以儒道合流为主体的伦理道德体系。由于权威大学者的积极倡导，一时间哲学研究辩论的风气大盛，学术活动异常活跃，被后世誉为正始之音。然而随着高平陵事变的发生，何晏等主导人物纷纷被杀，正始玄学戛然而止。
紧随其后的便是以嵇康、阮籍等人为首的竹林七贤所引领的“竹林玄学”。与这一时期政治上的黑暗高压相呼应，竹林玄学一反正始玄学儒道合流的态度，大力推崇道家“自然”的思想，激烈排斥儒家及司马氏官方所主张的“名教”的思想。主张避世，主张不为世俗教条拘束，回归人自然的本性与良知。他们将“名教”与“自然”对立起来，奠定了后来玄学的主命题——“名教”与“自然”之争。
在嵇康因言论获罪被杀后，玄学的研究曾经一度停止，但在西晋乐广、郭象等人的活动下再次焕发出生机。东晋南迁后又与方士、神仙等神秘学说结合，乃至后期引入佛教思想，为后世道教与佛教的发展产生了深远影响。随着门阀士族的兴起，玄学成为一门显学乃至社会流行受到上流阶层追捧。至南朝宋时玄学正式设立官学，成为与儒学、文学、史学并立的四学，对中国三世纪至四世纪的思想与社会风貌形成有着不可忽视的作用。

## 后世影响

### 艺术成就
嵇康热爱音乐，尤其喜爱古琴。他临刑前顾视日影，从容弹奏一曲《广陵散》，曲罢叹道“广陵散于今绝矣”，给后人留下了广陵绝响的典故。他创作了古琴曲《风入松》，又作有《长清》、《短清》、《长侧》、《短侧》四首琴曲，被称作“嵇氏四弄”，与东汉蔡邕创作的的“蔡氏五弄”合称“九弄”。他还著有《声无哀乐论》，是中国古代音乐史上的重要音乐理论著作。
根据文献记载，嵇康还擅长绘画与书法。唐代张怀在《书议》中记载曾见过其草书《与山巨源绝交书》一纸，推崇备至，评价其为古今草书第二，仅次于有“草圣”之誉的东汉书法家张芝。又在《歷代名畫記》中记载收藏有嵇康的《巢由洗耳图》《狮子击象图》二图。但是这些作品未能流传至今。。

### 文学成就
嵇康与阮籍是魏末晋初时期文学的代表人物，二人思想相近，是以并称“嵇阮”。相较于阮籍以诗见长，嵇康的文学成就主要体现在散文上，故南朝文学理论家刘勰在《文心雕龙》中概括地评价二人：“嵇康师心以遣论，阮籍使气以命诗”
嵇康传世诗歌有五十余首，其中以四言诗居多，《送秀才入军诗》组诗为其代表。嵇康的诗常集用《诗经》中的句子，内容多崇尚淡泊自然的精神状态与阐述清静无为的哲学思想。其尚古的艺术风格传承自曹魏初期的建安风骨，对后世的玄言诗与游仙诗的成熟与盛行也具有重要影响，在诗歌发展史上处于着承上启下的位置。但是这种在诗歌中夹杂议论的形式也受到批评，被认为对诗歌艺术性有负面影响。。
嵇康詩歌感情色彩強烈，感染力強，受劉勰讚賞為「興高而采烈」，許多詩歌都激憤感慨，直言峻切，不作掩飾，如〈答二郭〉、獄中所寫的〈幽憤詩〉。嵇康詩歌富有氣勢，如〈贈秀才入軍〉其九，描寫將士馳騁的英姿，擅用對偶，語氣勁健有力。嵇康亦有作品境界美妙高遠，啟發讀者，如〈贈秀才入軍〉其十四。
嵇康的文章流传至今保存完整且没有争议的有15篇，其中有9篇是论。他文章随性自然，文采飞扬，代表作为《琴赋》《与山巨源绝交书》。另一方面，他的论文富于思想性，鲁迅称赞他：“思想新颖，往往与古时旧说反对。”代表作《养生论》与《声无哀乐论》在东晋、南朝受到高度推崇。

### 宗教影响
虽然在嵇康的时代并没有成熟的道教及入教仪式，然而嵇康本人被认为是具有道教信仰的。他在著作《养生论》中提出的“神仙存在”及“长生可学”等思想被后世道教学者葛洪继承并发扬，成为神仙道教的基础理论。在他死后，被认为并未死去而是假托死亡，实则成仙脱离人间世俗，是一位被道教承认的尸解仙。

## 卒年之疑
西晋陈寿《三国志》称嵇康死于魏元帝景元中，又系于锺会任司隶校尉期间。刘宋裴松之《三国志》注称西晋干宝，东晋孙盛、习凿齿皆将嵇康之死系于高贵乡公正元二年（255年）。裴松之认为他们延续了西晋郭颁《魏晋世语》之说，其称嵇康曾欲举兵支持毌丘俭的谋反，于是司马师在平定毌丘俭之后将嵇康杀害。不过裴松之认为这种说法不仅与各类资料中的事迹记载矛盾，也与干宝本人的说法有所冲突，应当以陈寿的记载为准。
臣松之案本传云康以景元中坐事诛，而干宝、孙盛、习凿齿诸书，皆云正元二年，司马文王反自乐嘉，杀嵇康、吕安。盖缘世语云康欲举兵应毌丘俭，故谓破俭便应杀康也。其实不然。山涛为选官，欲举康自代，康书告绝，事之明审者也。案涛行状，涛始以景元二年除吏部郎耳。景元与正元相较七八年，以涛行状检之，如本传为审。又锺会传亦云会作司隶校尉时诛康；会作司隶，景元中也。干宝云吕安兄巽善於锺会，巽为相国掾，俱有宠於司马文王，故遂抵安罪。寻文王以景元四年锺、邓平蜀后，始授相国位；若巽为相国掾时陷安，焉得以破毌丘俭年杀嵇、吕？此又干宝疏谬，自相违伐也。
后世学者对于嵇康卒年有三种观点：
- 魏元帝曹奂景元三年（262年）

北宋司马光《资治通鉴》将嵇康被杀一事系于景元三年冬下，但并未说明理由。后人认为应当是由于锺会于景元三年冬已转任镇西将军，此为符合锺会于司隶校尉任上杀嵇康的记载而做出的折中结论。支持这种说法有元朝的白珽，明朝的郎瑛，清朝的吴荣光、姜亮夫、近现代萧登福、童强等。晋书记载嵇康死时四十岁，依此则嵇康的生年为黄初四年（223年）。
- 景元四年（263年）

持此说的多为近现代学者，理由是裴松之将《与山巨源绝交书》的创作日期在景元二年前后，文中载嵇绍时年八岁，而《晋书》载嵇康在嵇绍十岁时遇害，则中间有两年差。锺会虽在景元三年转任镇西将军，实际离开洛阳却是在景元四年秋，在此一年间仍存在兼任司隶校尉并谗杀嵇康、吕安的可能性，因有此说。支持此说的有刘汝霖、戴明扬、庄万寿等。
颜敏说山涛曾两次推举嵇康，一次是景元二年山涛初为吏部郎时，另一次是景元四年初置从事中郎，山涛亦升迁为从事中郎时。《与山巨源绝交书》写于第二次。“十岁而孤”是虚数，因为嵇康死後二十年，嵇紹年二十八，反推则嵇紹实“八岁而孤”。嵇康死于景元四年，写《绝交书》之年。
- 景元五年（264年）

李剑国说《与山巨源绝交书》中“前年”意为今“去年”，表明一年前山涛推举嵇康。吕巽为相国掾进谗又只能在景元四年十一月，司马昭为相国后。史记山涛为吏部郎后，迁官而推举嵇康。裴松之又说“涛始以景元二年除吏部郎”，山涛应在同年升迁散骑常侍，则《绝交书》写于景元三年。再加上依嵇绍年龄所推定的两年差，所以嵇康应卒于景元五年。锺会未必直接谗死嵇康，《晉諸公贊》则错误地将写《与山巨源绝交书》之年当作嵇康卒年。魏鸿雁补充说诸书皆未说锺会进谗后嵇康立即被杀，且锺会可能两次进谗。第一次是嵇康锻铁，毌丘俭叛乱时，不过司马昭未信。第二次是写《绝交书》时。后吕安被发配时写信给嵇康，信中不平，司马昭闻此而杀嵇康。
沈玉成反对此说，认为锺会、山涛升迁、吕巽等理由不周全，《绝交书》应写于景元二年，嵇康死于景元四年。

## 家族
嵇康的祖先原本姓奚，住在会稽上虞（今浙江省绍兴市上虞市），后为躲避仇家，迁徙到谯国的铚县（今安徽省淮北市濉溪县），并改姓为嵇。有文献记载嵇氏家族是一个儒学世家，因此嵇氏家族被认为属于社会上层的士族。但是也有观点对此提出质疑，认为本来没有改姓一事，嵇氏本为贱姓，谎称是由贵姓奚氏改姓，以提高自己家族的地位。嵇氏因与魏武帝曹操同乡，在东汉末年战乱时参与到曹魏政权中，实际上是在嵇康父亲那一辈才开始发迹的。
嵇康的父亲名叫嵇昭，字子远，在曹魏担任督军粮治书侍御史，他在嵇康年幼时便已经去世，嵇康由母亲和兄长抚养长大。嵇康有资料可考的兄弟有两个。其中兄长嵇喜在历史上有明文记载，他在西晋时担任了扬州刺史、太仆、宗正等重要官职。他与嵇康之间作有《赠兄喜秀才入军诗》等组诗互相赠答。在赠答中嵇喜表现出了与嵇康截然不同的积极入世的态度，使得后世有猜测这种政治立场与价值观的分歧对二人的兄弟关系产生了负面影响。嵇康的另一位兄长，即抚养嵇康的那位兄长，在历史上并没有留下姓名和事迹，曾经一度被认为就是嵇喜。然而学者们根据对相关资料的分析认为这位抚养嵇康的兄长应该比嵇喜更为年长，而且更早去世，因而确认了他的存在。他与母亲一同抚养嵇康，对嵇康影响巨大。嵇康也对他感情深厚，曾在《答二郭诗》等作品中多次提及他们的养育之恩。后来他与母亲都先于嵇康去世，嵇康在《与山巨源绝交书》与《思亲诗》中表达了自己深深的悲痛。

## 轶事

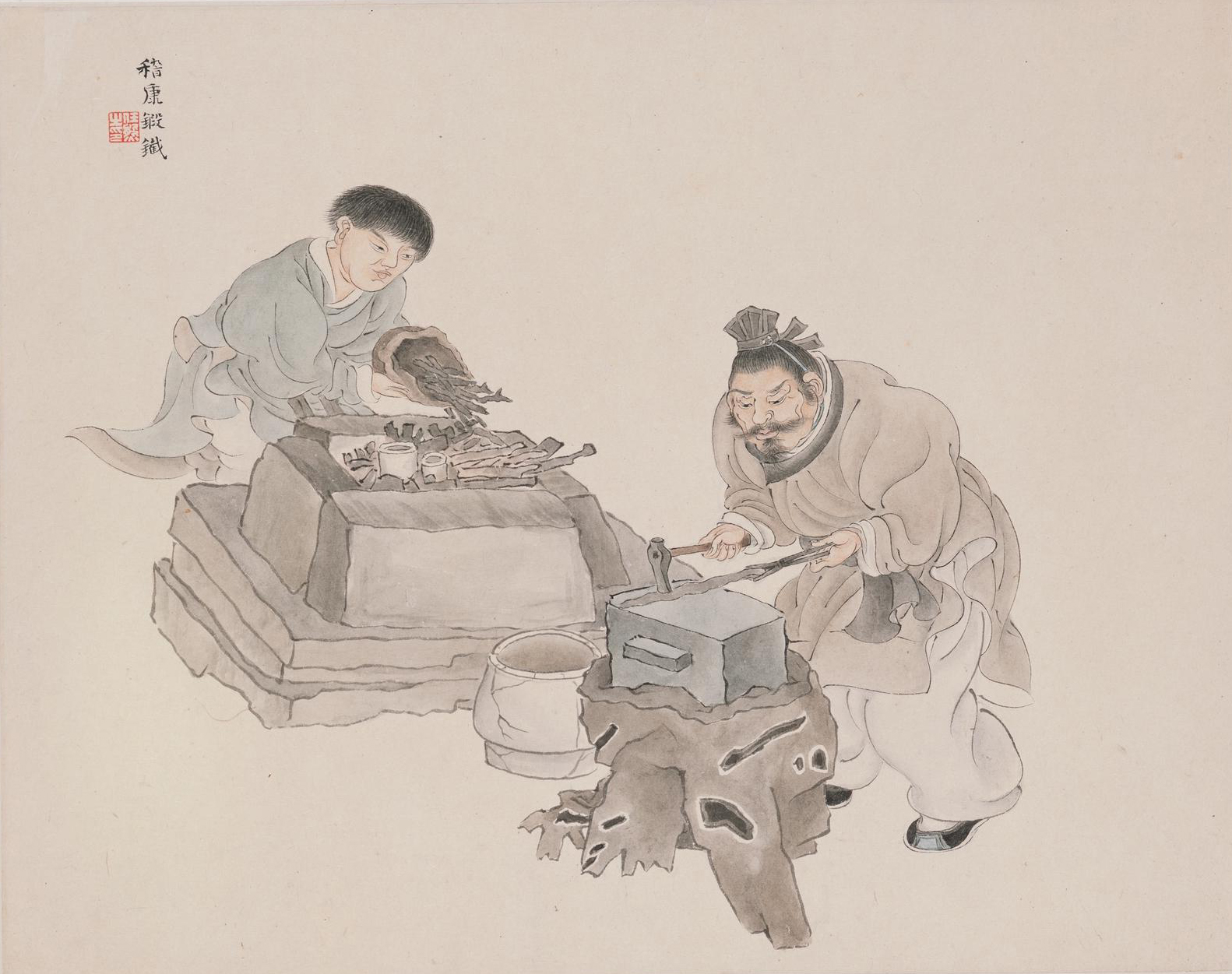
嵇康锻铁，任熊绘

- 罗企生被桓玄抓住之后请求桓玄饶自家弟弟的性命以照顾年迈母亲，他说以前晉文王司马昭杀了嵇康，但他的儿子嵇绍却是晋朝的忠臣。桓玄由此答应了他的请求。[60]

- 嵇康对赵至说，他的眼瞳虽然黑白分明，有白起的风度，可惜太小了。赵至说很多小东西都能派上大用场，可见他的眼瞳虽然不大，但是识量不一定小。[61]

- 在嵇康死后，向秀有一次因为公事见了司马昭。司马昭说，你不是一直想归隐吗，怎么现在倒来了？向秀说，巢父跟许由都太孤傲了，我不准备过多地向他们靠拢。司马昭于是高兴了。[62]

- 钟会当年刚刚写了《四本论》，因为怕嵇康刁难，但又无法抑制自己心中想让嵇康看看的欲望，将在怀中藏了一路的《四本论》远远地从门外扔进了嵇康家里，立刻跑了。他似乎并不担心嵇康会不会被《四本论》砸到。[63]

- 《世说新语·品藻第九》67：郗嘉宾问谢太傅（谢安）曰：“林公谈何如嵇公？”谢云：“嵇公勤著脚，裁可得去耳。”又问：“殷何如支？”谢曰：“正尔有超拔，支乃过殷；然亹亹论辩，恐殷欲制支。”

- 《世说新语·容止第十四》11：有人语王戎曰：“嵇延祖卓卓如野鹤之在鸡群。”答曰：“君未见其父耳。”

- 《世说新语·伤逝第十七》2：王浚冲为尚书令，著公服，乘轺车，经黄公酒垆下过。顾谓后车客：“吾昔与嵇叔夜、阮嗣宗共酣饮于此垆。竹林之游，亦预其末。自嵇生夭、阮公亡以来，便为时所羁绁。今日视此虽近，邈若山河。”

- 《世说新语·贤媛第十九》11：山公与嵇、阮一面，契若金兰。山妻韩氏觉公与二人异于常交，问公，公曰：“我当年可以为友者，唯此二生耳。”妻曰：“负羁之妻亦亲观狐、赵，意欲窥之，可乎？”他日，二人来，妻劝公止之宿，具酒肉。夜穿墉以视之，达旦忘反。公入曰：“二人何如？”妻曰：“君才致殊不如，正当以识度相友耳。”公曰：“伊辈亦常以我度为胜。”

- 《世说新语·简傲第二十四》4：嵇康与吕安善，每一相思，千里命驾。安后来，值康不在，喜出户延之，不入，题门上作“鳯”字而去。喜不觉，犹以为欣。故作“鳯”字，“凡鸟”也。

- 北宋李昉等編《太平廣記》中提及嵇康某日彈琴時曾遇鬼，後經鬼傳授琴藝而大進。[64]

## 著作
以下篇目参照《嵇康集校注》（戴明扬著）及《全三国文》（严可均撰）。
诗
- 《赠兄喜秀才入军诗》十九首。
- 《幽愤诗》一首
- 《叙志诗》二首
- 《游仙诗》一首
- 《六言诗》十首
- 《重作四言诗》七首
- 《思亲诗》一首
- 《答二郭诗》三首
- 《与阮德如诗》一首
- 《酒会诗》七首
- 《杂诗》一首

书
- 《与山巨源绝交书》
- 《與呂长悌絕交书》

赋
- 《琴賦》
- 《酒赋》
- 《蚕赋》
- 《怀香赋》

论
- 《声无哀乐论》
- 《养生论》及《答难养生论》
- 《释私论》
- 《管蔡论》
- 《明胆论》
- 《难宅无吉凶摄生论》及《答解宅无吉凶摄生论》
- 《难自然好学论》

其他
- 《琴赞》
- 《灯铭》
- 《卜疑》
- 《太师箴》
- 《家诫》
- 《圣贤高士传赞》
- 《春秋左氏传音》

## 延伸阅读
[在维基数据编辑]
 在维基文库阅读此作者作品
 《晉書·卷049》，出自房玄齡《晉書》

### 引用
1. ↑  《晉書·嵇康傳》：東平呂安服康高致，每一相思，千里命駕，康友而善之。後安為兄所枉訴，以事系獄，辭相引證，遂復收康。康性慎言行，一旦縲紲，乃作《幽憤詩》。
2. ↑  嵇康《幽愤诗》：“嗟余薄祜。少遭不造。哀茕靡识。越在襁緥。母兄鞠育。有慈无威。恃忧肆妲。不训不师。爰及冠带。凭宠自放。抗心希古。任其所尚。”
3. ↑  臧荣绪《晋书》：“幼有奇才，博览无所不见。”
4. ↑  童强《嵇康评传》，第70页。原文：“嵇康早年并没有像汉代经生一样，负笈千里，授业名师，其早期教育可能是在家里完成的。若是这样，嵇喜在传记中所说的‘家世儒学’就不是泛泛之言了。”
5. ↑  向秀《思旧赋》序：“嵇博综技艺，于丝竹特妙。”
6. ↑  《答二郭诗》：“昔蒙父兄祚，少得离负荷”
7. ↑  《嵇康别传》：“少有俊才，旷迈不群，高亮任性，不脩名誉，宽简有大量。”
8. ↑  《文选》卷十六，江淹《恨赋》注引王隐《晋书》，原文：“嵇康妻，魏武帝孙穆王林之女也。”
9. ↑  《三国志·沛穆王林传》注，原文：“按《嵇氏谱》，嵇康妻，林子之女也。”
10. ↑  《世说新语·德行第一》注引《文章敍录》：“康以魏長樂亭主婿遷郎中，拜中散大夫。”
11. ↑  房玄龄《晋书》记载：“以自赡给”
12. ↑  《世说新语·简傲》刘孝标引《文士传》，原文：“有人说锻者，康不受直。”
13. 1 2  干宝《晋纪》：“安妻美，巽使妇人醉而幸之。丑恶发露，巽病之，反告安谤己。巽善钟会，有宠于太祖，遂徙安边郡。安还书与康，其中云……”
14. ↑  《与吕长悌绝交书》
15. 1 2  《文选》卷四三《与嵇茂齐书》题下注：“嵇绍集曰：赵景真与从兄茂齐书，时人误谓吕仲悌与先君书，故具列本末。赵至，字景真，代郡人，州辟辽东从事。从兄太子舍人蕃，字茂齐，与至同年相亲。至始诣辽东时，作此书与茂齐。干宝晋纪以为吕安与嵇康书。二说不同，故题云景真，而书曰安。”
16. ↑  《世说新语·雅量》嵇康临刑条下余嘉锡笺疏：“罗独明干宝之是，证嵇绍之非，其言甚核。五臣李周翰注，亦谓绍之家集未足可据。然则叔夜之死，实因吕安一书，牵连受祸，非仅因证安被诬事也。是亦读史者所当知矣。……嵇绍欲为晋忠臣，不欲其父不忠于晋，使人谓彼为罪人之子，故有此辩。”
17. ↑  《世说新语·雅量》刘孝标注引王隐《晋书》:“康之下狱，太学生数千人请之，于时豪俊皆随康入狱，悉解喻，一时散遣。康竟与安同诛。”
18. ↑  《晋书·嵇康传》
19. ↑  《洛阳伽蓝记》、《晋书·嵇康传》
20. ↑  顾炎武《日知录》十三：“忘其父而事其非君，当其未死，三十余年之闲，为无父之人，亦已久矣，而荡阴之死，何足以赎其罪乎？”
21. ↑  《昭昧詹言》卷三，四0条
22. ↑  《三国食货志》：“在说不上是汉朝极盛时代的汉桓帝永寿三年，即公元158年，中国全国还能有1067万多户，5648万多人，而到三国鼎峙之时，时间过去几十年，人口锐减将近90%！魏蜀吴三家通共也只有147万多户，767万多人，比今天北京市的人口还要少得多，大量土地荒芜，流民四散”
23. ↑  《短歌行》，三国魏，曹操
24. ↑  习凿齿《汉晋春秋》载王广言
25. ↑  见戴明扬《广陵散考》第一节“嵇康所作之曲”，收录于《嵇康集校注·附录》人民出版社.1962
26. ↑  书法之事见于唐代张彦远《法书要录》卷四录张怀《书估》《书议》。绘画之事记载与同为张彦远所作的《历代名画记》，
27. ↑  南朝梁钟嵘《诗品》以嵇康的诗为“中品”并评价：“颇似魏文。过为峻切，讦直露才，伤渊雅之致。然讬喻清远，良有鉴裁，亦未失高流矣。”
28. ↑  葉嘉瑩：《漢魏六朝詩講錄》（石家莊：河北教育出版社，1997），頁344-345、349。
29. ↑  葉嘉瑩：《漢魏六朝詩講錄》，頁355-357。
30. ↑  葉嘉瑩：《漢魏六朝詩講錄》，頁359-361。
31. ↑  《文心雕龙·体性》称嵇康：“叔夜俊侠，故兴高而采烈”又评价《声无哀乐论》：“……叔夜之《辨声》……并师心独见，锋颖精密，盖论之英也。”鲁迅的话，见于其文《魏晋风度及文章与药及酒之关系》
32. ↑  参考孙明君的《嵇康与文士道教》（《哲学研究》1996年第6期），该文还认为是嵇康创立了文士道教。
33. 1 2 3  《三国志·锺会传》
34. ↑  见《三国志·王粲传》裴松之注。
35. ↑  见《资治通鉴》景元三年条。
36. ↑  《嵇康被杀的原因和时间》：“系年而未系月，看来司马光也没有确切的材料，只是根据裴注所记和锺会于此年冬离洛阳赴长安而得出的一个近是的结论。”
37. ↑  《嵇康评传》，第62页
38. ↑  《晋书·嵇康传》
39. ↑  《晋书·嵇绍传》：“嵇绍，字延祖，魏中散大夫康之子也。十岁而孤”
40. ↑  《嵇康年谱及研究》，第64-66页
41. ↑  《嵇康集校注》，第440页
42. ↑  颜敏. . 阴山学刊：社会科学版. 2017, 30 (6): 35–38.
43. ↑  s:晉書/卷002：三月，詔大將軍府增置司馬一人，從事中郎二人，舍人十人。
44. ↑  s:世說新語/政事：《晉諸公贊》曰：「康遇事後二十年，紹乃爲濤所拔。」；王隱《晉書》：時以紹父康被法，選官不敢舉。年二十八，山濤啓用之
45. ↑  《与山巨源绝交书》：前年從河東還，顯宗阿都說足下議以吾自代
46. ↑  李剑国. . 南开学报：哲学社会科学版. 1985, (3): 40–44.
47. ↑  魏鸿雁. . 兰台世界：下旬. 2012: 30–31.
48. ↑  《与山巨源绝交书》：至為禮法之士所繩，疾之如讎，幸賴大將軍保持之耳。
49. ↑  沈玉成. . 辽宁大学学报：哲学社会科学版. 1993, (2): 68–72.
50. ↑  《世说新语·德行》刘孝标注引王隐《晋书》曰：“以出自会稽，取国一支，音同本奚焉。 ”
51. ↑  《世说新语·德行》刘孝标注引虞预《晋书》曰：“铚有嵇山，家于其侧，因氏焉。”
52. ↑  《三国志》裴松之引嵇喜撰《康别传》：“家世儒学”
53. ↑  侯外庐《中国思想通史》：“嵇喜所作康传，则极其笼统地说“家世儒学”。俱未举出其先世有怎么辉煌的人物，似从其父起，才发迹起来，这是很可疑的。……考康家居谯国，乃曹魏发迹之地，则自其父由贱族而攀附升腾，实极为可能之事。”
54. ↑  《三国志》裴松之注引《嵇氏谱》。
55. ↑  《三国志》裴松之引注《嵇氏谱》
56. ↑  《嵇康研究及年谱》第23页：“大概在年少时两人的感情还不错……但由此可见他对嵇喜所执的绝望态度。”
57. ↑  《元和姓撰》卷三，“嵇姓谯郡铚县”下校文：“康乃少孤为其兄公穆所育”。
58. ↑  《嵇康研究及年谱》，第19页：“最重要的是嵇喜还出现在《晋书·武帝纪》太康三年（282年）九月里……这一年距嵇康之死已经十九年，如嵇喜是抚养嵇康的哥哥则至少已经七十二岁，早超过七十岁的退休年龄。……所以我们看嵇喜绝不是嵇康长兄，而且年龄大嵇康不多。”
59. ↑  刘志伟《嵇康兄弟之谜与兄弟关系考辨》：“……可知他有一位哥哥在他38岁时或稍前的时间，已经去世。这位哥哥显然不是指嵇喜。……《晋书》卷三十八《齐王传》记载，当齐王攸“居文帝丧，哀毁过礼”时，司马嵇喜进谏……可知，嵇喜在嵇康死后，直到晋初仍然活着。综上，嵇康有两位哥哥可以无疑。”
60. ↑  《世说新语·德行第一》四三
61. ↑  《世说新语·言语第二》一五
62. ↑  《世说新语·言语第二》一八
63. ↑  《世说新语·文学第四》五
64. ↑  《太平廣記 卷317 鬼二‧嵇康》：嵇康燈下彈琴，忽有一人長丈餘，著黑單衣、革帶。康熟視之，乃吹火滅之，曰：「恥與魑魅爭光！」嘗行，去路數十里，有亭名「月華」，投此亭，由來殺人。中散心神蕭散，了無懼意。至一更，操琴，先作諸弄，雅聲逸奏，空中稱善。中散撫琴而呼之：「君是何人？」答云：「身是故人，幽沒於此。聞君彈琴，音曲清和，昔所好，故來聽耳。身不幸非理就終，形體殘毀，不宜接見君子；然愛君之琴，要當相見，君勿怪惡之。君可更作數曲。」中散復為撫琴擊節，曰：「夜已久，何不來也？形骸之間，復何足計？」乃手挈其頭曰：「聞君奏琴，不覺心開神悟，怳若蹔生！」遂與共論音聲之趣，辭甚清辯，謂中散曰：「君試以琴見與。」乃彈〈廣陵散〉；便從受之，果悉得，中散先所受引殊不及！與中散誓不得教人。天明，語中散：「相與雖一遇於今夕，可以遠同千載！於此長絕，不勝悵然。」

### 古代书籍
- 《嵇康集》，三国魏嵇康著，鲁迅据明代吴宽丛书堂本辑校并补遗[1]
- 《三国志》，西晋陈寿著，南朝宋裴松之注
- 《晋书》，唐朝房玄龄等撰
- 《九家旧晋书辑本》，东晋虞预、王隐、南朝齐臧荣绪等著
- 《资治通鉴》，北宋司马光撰
- 《世说新语》，南朝宋刘义庆，南朝梁刘孝标注
- 《文心雕龙》，南朝齐刘勰著
- 《文选》，南朝梁萧衍撰，唐李善等注

### 近现代书籍
- 《中国道教史》，1990年，上海人民出版社，任继愈，ISBN 7-208-00704-7
- 《嵇康评传》，2006年，南京大学出版社，童强，ISBN 7-305-04558-6
- 《吕著中国通史》，1992年，华东师范大学出版社，吕思勉，ISBN 7-5617-0844-0
- 《嵇康研究及年谱》，民国79年，台湾学生书局，庄万寿，ISBN 957-15-0161-1